# داميان لييس
داميان لييس (بالإسبانية: Damián Leyes)‏ هو لاعب كرة قدم أرجنتيني في مركز الدفاع، ولد في 14 يناير 1986 في مدينة سان لويس في الأرجنتين. لعب مع تيغري وكيلمس.